# Blonde (альбом Фрэнка Оушена)
| Совокупная оценка    | Совокупная оценка |
| Источник             | Оценка            |
| -------------------- | ----------------- |
| Metacritic           | 87/100            |
| Оценки критиков      |                   |
| Источник             | Оценка            |
| AllMusic             | [ 8 ]             |
| The A.V. Club        | B+                |
| Chicago Tribune      | [ 10 ]            |
| The Daily Telegraph  | [ 11 ]            |
| Entertainment Weekly | A                 |
| The Guardian         | [ 13 ]            |
| Mojo                 | [ 14 ]            |
| Pitchfork            | 9.0/10            |
| Rolling Stone        | [ 5 ]             |
| Spin                 | 8/10              |

Blonde (стилизовано как blond)— второй студийный альбом американского музыканта Фрэнка Оушена, вышедший 20 августа 2016 года эксклюзивно через интернет-магазины iTunes Store и Apple Music.
В записи альбома участвовали приглашённые вокалисты, такие как Бейонсе, Эмбер Коффман, Кендрик Ламар, Канье Уэст, André 3000, Kim Burrell, Yung Lean, Austin Feinstein, SebastiAn и KOHH. Продюсированием альбома занимался сам Фрэнк Оушен, а также Джеймс Блейк, Джон Брайон, Фаррелл Уильямс, Tyler, the Creator, Ростам Батманглидж и другие.
Blonde достиг позиции № 1 в США, Великобритании, Австралии, Бельгии, Дании, Новой Зеландии, Норвегии и Шотландии. Альбом получил высокие оценки от музыкальных критиков и был признал лучшим альбомом года авторитетными изданиями Time и Esquire и лучшим альбомом десятилетия музыкальным изданием Pitchfork.

## История
21 февраля 2013 года Фрэнк Оушен подтвердил, что начал работать над своим вторым студийным диском, который станет его новым концептуальным альбомом. Он также сообщил, что работает над записью вместе с такими музыкантами как Tyler, The Creator, Фаррелл Уильямс и Danger Mouse. Позднее он также сообщил, что находится под влиянием музыки групп The Beach Boys и The Beatles и, что он заинтересован в сотрудничестве с Tame Impala и King Krule, и что часть работы пройдёт в Bora Bora.
В апреле 2014 года Оушен сообщил, что запись его второго альбома близка к финишной стадии. В июне 2014 года журнал Billboard сообщил, что певец работает с такими музыкантами как Happy Perez (который работал над nostalgia, ULTRA), Charlie Gambetta и Kevin Ristro, а также с продюсерами Hit-Boy, Rodney Jerkins и Danger Mouse. 29 ноября 2014 года Оушен выпустил отрывок новой песни в поддержку предстоящего альбома на своей официальной страничке на сайте Tumblr. The Guardian описал песню как: «песню, которая подтверждает, что, несмотря на изменяющиеся лейблы и менеджмент, певец сохранил и своё экспериментирование и чувство меланхолии в прошедшие годы».
Официальный релиз Blonde прошёл 20 августа 2016 года.

## Коммерческий успех
Blonde достиг первого места в Великобритании (№ 1 в UK Albums Chart), Австралии, Бельгии, Новой Зеландии, Норвегии, Шотландии.
10 сентября 2016 года альбом занял позицию № 1 в американском хит-параде Billboard 200 с дебютным тиражом 276 тыс. эквивалентных единиц (включая 232 тыс. традиционных альбомных продаж и 44 тыс. стриминговых эквивалентных альбомов). Это стало третьим самым мощным дебютом в 2016 году после альбома Views рэпера Дрейка (1,04 млн единиц, включая 852 тыс. традиционных продаж) и Beyonce’s Lemonade (653 тыс. и 485 тыс., соответственно). При этом стриминг шёл только через интернет-магазины Apple Music, а продажи через iTunes Store (и только полным альбомом, а не отдельными треками).

## Синглы
Одновременно с альбомом в американском хит-параде Hot 100 дебютировали сразу пять синглов с него: № 79 — «Nikes», № 80 — «Ivy», № 84 — «Pink + White», № 96 — «Solo», № 98 — «Nights».

## Отзывы
«Запись загадочной красоты, опьяняющей глубины и сильных эмоций».
Альбом получил широкое одобрение и практически однозначно положительные отзывы музыкальной критики и интернет-изданий.
Тим Джонзе из газеты The Guardian назвал альбом одной из лучших записей, когда-либо сделанных и сравнил его музыкальные эксперименты и тексты с дисками Kid A (Radiohead, 2000) и Third (Big Star, 1974). Джонзе подытожил, что это «запись загадочной красоты, опьяняющей глубины и сильных эмоций». Сайт Metacritic дал рейтинг в 87 баллов на основе 31 рецензий.
Журнал NME включил Blonde в свой список 50 лучших альбомов 2016 года на позиции № 10.

### Итоговые годовые списки
По итогам 2016 года альбом Blonde признан одним из лучших, сайт Metacritic назвал его третьим самым значимым альбомом года.
В январе 2025 года альбом занял 3-е место в списке The 250 Greatest Albums of the 21st Century So Far.
| Публикация           | Список                     | Ранг | Ссылки |
| -------------------- | -------------------------- | ---- | ------ |
| Complex              | The 50 Best Albums of 2016 | 6    | [ 33 ] |
| Consequence of Sound | Top 50 Albums of 2016      | 4    | [ 34 ] |
| The Guardian         | The 40 Best Albums of 2016 | 2    | [ 35 ] |
| The Independent      | The 20 Best Albums of 2016 | 5    | [ 36 ] |
| Mojo                 | The 50 Best Albums of 2016 | 7    | [ 37 ] |
| NME                  | The 50 Best Albums of 2016 | 10   | [ 38 ] |
| Paste                | The 50 Best Albums of 2016 | 10   | [ 39 ] |
| Pitchfork            | The 50 Best Albums of 2016 | 2    | [ 40 ] |
| Rolling Stone        | The 50 Best Albums of 2016 | 5    | [ 41 ] |
| The Skinny           | The 50 Best Albums of 2016 | 1    | [ 42 ] |
| Stereogum            | The 50 Best Albums of 2016 | 2    | [ 43 ] |
| Spin                 | The 50 Best Albums of 2016 | 2    | [ 44 ] |
| Time                 | The Top 10 Best Albums     | 1    | [ 45 ] |

## Список композиций
| №                   | Название            | Автор(ы)                                         | Продюсеры                                       | Длительность |
| ------------------- | ------------------- | ------------------------------------------------ | ----------------------------------------------- | ------------ |
| 1.                  | «Nikes»             | Frank Ocean                                      | Frank Ocean Malay Ho Om'Mas Keith               | 5:14         |
| 2.                  | «Ivy»               | Ocean Ho                                         | Ocean Keith Ростам Батманглидж                  | 4:09         |
| 3.                  | «Pink + White»      | Ocean Pharrell Williams                          | Ocean Williams [b]                              | 3:04         |
| 4.                  | «Be Yourself»       | Rosie Watson                                     | Buddy Ross                                      | 1:26         |
| 5.                  | «Solo»              | Ocean Ho                                         | Ocean James Blake                               | 4:17         |
| 6.                  | «Skyline To»        | Ocean Tyler Okonma Christophe Chassol            | Ocean Ho Keith                                  | 3:04         |
| 7.                  | «Self Control»      | Ocean                                            | Ocean Ho Jon Brion                              | 4:09         |
| 8.                  | «Good Guy»          | Ocean                                            | Ocean                                           | 1:06         |
| 9.                  | «Nights»            | Ocean Joe Thornalley Michael Uzowuru             | Ocean Joe Thornalley Michael Uzowuru Buddy Ross | 5:07         |
| 10.                 | «Solo (Reprise)»    | André Benjamin Blake Ocean                       | Ocean Blake Brion                               | 1:18         |
| 11.                 | «Pretty Sweet»      | Ocean                                            | Ocean Ho Keith                                  | 2:37         |
| 12.                 | «Facebook Story»    | Sebastian Akchoté-Bozovi Ross                    | Ocean                                           | 1:08         |
| 13.                 | «Close to You»      | Ocean Ross Burt Bacharach Harold David           | Ocean Ross Francis Starlite                     | 1:25         |
| 14.                 | «White Ferrari»     | Ocean Kanye West Ho John Lennon Paul McCartney   | Ocean Brion Keith                               | 4:08         |
| 15.                 | «Seigfried»         | Ocean Ho Batmanglij Elliott Smith                | Ocean Ho                                        | 5:34         |
| 16.                 | «Godspeed»          | Ocean Ho                                         | Ocean Keith Ho Blake                            | 2:57         |
| 17.                 | «Futura Free»       | Ocean Dave Allen Hugo Burnham Andy Gill Jon King | Ocean Keith Ho                                  | 9:24         |
| Общая длительность: | Общая длительность: | Общая длительность:                              | Общая длительность:                             | 60:08        |

- ↑  сопродюсер.
- ↑  дополнительный продюсер.
- «Nikes» с участием вокала Эмбер Коффман.
- «Pink + White» с участием вокала Бейонсе.
- «Be Yourself» с участием вокала Rosie Watson.
- «Skyline To» с участием вокала Кендрика Ламара.
- «Self Control» с участием вокала Austin Feinstein и Yung Lean.[46]
- «Solo (Reprise)» с участием вокала André 3000.
- «Facebook Story» с участием вокала SebastiAn.
- «White Ferrari» с участием вокала Канье Уэста
- «Seigfried» с аранжировками струнных Джонни Гринвуда (гитариста группы Radiohead), исполненных London Contemporary Orchestra
- «Godspeed» с участием вокала Kim Burrell и Yung Lean.

## Чарты
| Чарт (2016)                            | Высшая позиция |
| -------------------------------------- | -------------- |
| Австралия (ARIA)                       | 1              |
| Бельгия/Фландрия (Ultratop)            | 1              |
| Бельгия/Валлония (Ultratop)            | 7              |
| Канада (Canadian Albums Chart)         | 2              |
| Дания (Hitlisten)                      | 1              |
| Нидерланды (Album Top 100)             | 2              |
| Финляндия (Suomen virallinen lista)    | 4              |
| Ирландия (IRMA)                        | 2              |
| Италия (Classifica album)              | 6              |
| Новая Зеландия (RMNZ)                  | 1              |
| Норвегия (VG-lista)                    | 1              |
| Шотландия (Scottish Albums Chart)      | 1              |
| Швеция (Sverigetopplistan)             | 2              |
| Великобритания (UK Albums Chart)       | 1              |
| США (Billboard 200)                    | 1              |
| США (Billboard Top R&B/Hip-Hop Albums) | 1              |

| Чарт (2024)                     | Высшая позиция |
| ------------------------------- | -------------- |
| Швейцария (Schweizer Hitparade) | 94             |

| Чарт (2016)                           | Позиция |
| ------------------------------------- | ------- |
| Australian Albums (ARIA)              | 38      |
| Australian Urban Albums (ARIA)        | 6       |
| Belgian Albums (Ultratop Flanders)    | 118     |
| Danish Albums (Hitlisten)             | 38      |
| Icelandic Albums (Plötutíóindi)       | 69      |
| New Zealand Albums (RMNZ)             | 29      |
| Swedish Albums (Sverigetopplistan)    | 89      |
| UK Albums (OCC)                       | 87      |
| US Billboard 200                      | 48      |
| US Top R&B/Hip-Hop Albums (Billboard) | 9       |

| Чарт (2017)                           | Позиция |
| ------------------------------------- | ------- |
| Danish Albums (Hitlisten)             | 35      |
| New Zealand Albums (RMNZ)             | 48      |
| US Billboard 200                      | 102     |
| US Top R&B/Hip-Hop Albums (Billboard) | 85      |

| Чарт (2018)                     | Позиция |
| ------------------------------- | ------- |
| Danish Albums (Hitlisten)       | 86      |
| Icelandic Albums (Plötutíóindi) | 100     |
| US Billboard 200                | 165     |

| Чарт (2019)                     | Позиция |
| ------------------------------- | ------- |
| Danish Albums (Hitlisten)       | 96      |
| Icelandic Albums (Plötutíóindi) | 100     |
| US Billboard 200                | 168     |

| Чарт (2020)                        | Поозиция |
| ---------------------------------- | -------- |
| Belgian Albums (Ultratop Flanders) | 153      |
| Danish Albums (Hitlisten)          | 76       |
| US Billboard 200                   | 130      |

| Чарт (2021)                        | Позиция |
| ---------------------------------- | ------- |
| Belgian Albums (Ultratop Flanders) | 133     |
| Danish Albums (Hitlisten)          | 66      |
| US Billboard 200                   | 121     |

| Чарт (2022)                        | Позиция |
| ---------------------------------- | ------- |
| Belgian Albums (Ultratop Flanders) | 136     |
| Danish Albums (Hitlisten)          | 61      |
| Lithuanian Albums (AGATA)          | 99      |
| US Billboard 200                   | 106     |
| US Independent Albums (Billboard)  | 11      |

| Чарт (2023)                           | Позиция |
| ------------------------------------- | ------- |
| Belgian Albums (Ultratop Flanders)    | 127     |
| Danish Albums (Hitlisten)             | 55      |
| Dutch Albums (Album Top 100)          | 86      |
| New Zealand Albums (RMNZ)             | 40      |
| US Billboard 200                      | 75      |
| US Independent Albums (Billboard)     | 10      |
| US Top R&B/Hip-Hop Albums (Billboard) | 37      |

| Чарт (2024)                           | Позиция |
| ------------------------------------- | ------- |
| Belgian Albums (Ultratop Flanders)    | 62      |
| Canadian Albums (Billboard)           | 45      |
| Danish Albums (Hitlisten)             | 26      |
| Dutch Albums (Album Top 100)          | 34      |
| Icelandic Albums (Tónlistinn)         | 16      |
| Swedish Albums (Sverigetopplistan)    | 75      |
| UK Albums (OCC)                       | 86      |
| US Billboard 200                      | 50      |
| US Top R&B/Hip-Hop Albums (Billboard) | 16      |

## Сертификации
| Регион                                                                      | Сертификация  | Продажи   |
| --------------------------------------------------------------------------- | ------------- | --------- |
| Дания (IFPI Danmark)                                                        | 5× Платиновый | 100 000   |
| Iceland (FHF)                                                               | —             | 5,122     |
| Новая Зеландия (RMNZ)                                                       | 5× Платиновый | 75 000    |
| Великобритания (BPI)                                                        | Платиновый    | 300 000   |
| США (RIAA)                                                                  | Платиновый    | 1 000 000 |
| Данные о продажах + прослушиваниях приведены только на основе сертификации. |               |           |